# William Hill Brown

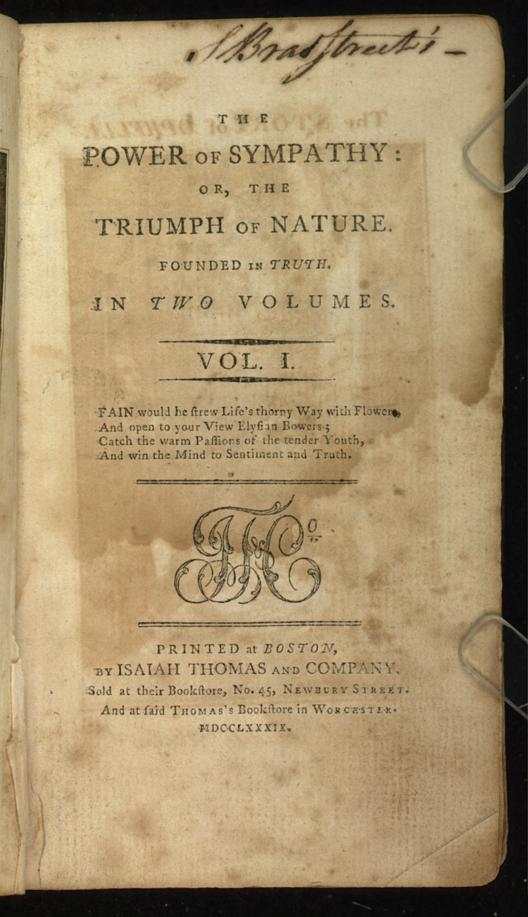
Portada del primer volumen de The Power of Sympathy de William Hill Brown (1789)

William Hill Brown (Boston, Massachusetts, fines de noviembre de 1765 - Murfreesboro, Carolina del Norte, 2 de septiembre de 1793) fue un escritor estadounidense, considerado el primero en su país en cultivar el género de la novela.

## Biografía
Esta novela fue The power of Sympathy: or, The Triunph of Nature founded in Truth / El poder de la simpatía o El triunfo de la naturaleza fundada en la verdad (1789), una novela epistolar a la manera del sentimentalismo prerromántico inglés, aunque fue publicada anónima y durante mucho tiempo se atribuyó erróneamente a Sarah Wentworth Morgan. El autor era hijo de Gawen Brown, un relojero renombrado nacido en Inglaterra, y de su tercera esposa, Elizabeth Hill Adams. Asistió a una escuela de niños de Boston y ayudó en la tienda de su padre durante los períodos de vacaciones. Publicó El poder de la simpatía a los veinticuatro años y ya había dado huellas de precocidad escribiendo artículos políticos bajo el pseudónimo de "Yankee", "Colombus" o "Pollia". Escribirá también teatro, algunas fábulas en verso y otras obras, pero cuando había viajado al sur para estudiar Derecho una epidemia de malaria que empezó a fines de agosto en Carolina del Norte se lo llevó a la edad de solo veintisiete años.

## Obra
La trama de El poder de la simpatía se funda en una historia real, la relación incestuosa de los hermanos Sarah y Pérez Morgan, algo que provocó que la novela fuera recogida por la censura de Boston cuando se publicó; los dos protagonistas se enamoran y luego descubren que en realidad son hermanos, siguiendo tal vez las pautas de The Life of Harriot Stuart (1720) de Charlotte Romsay, pero combinándola con la estructura epistolar de varias perspectivas de la Clarissa de Samuel Richardson; compuesta de 64 misivas, nos damos cuenta de lo compleja que es la estructura cuando encontramos incluso cartas dentro de cartas; los escenarios son Boston, Rhode Island, Nueva York, Belleview. El final trágico de los protagonistas también debió escandalizar, sobre todo porque Harrington se suicida al final de la novela por no poder soportar la muerte de su amada, como la real Sarah Morgan. La novela es muy original y muy moderna, y sutil en la descripción de la psicología de sus patéticos personajes, aun cuando escandalizara en su tiempo.
Brown también escribió una novela publicada póstuma, Ira and Isabella; or The Natural Children / Ira e Isabel o El hijo natural (1807), que completa una trama similar (incesto y seducción), pero con final feliz. Escribió también teatro, en especial la tragedia West Point Preserved (1797), sobre el aventurero y espía británico John André, la comedia Penélope y Harriot, o la reconciliación doméstica, publicada en enero de 1789 en The Massachusetts Magazine del editor Isaiah Thomas (1749-1831), donde también publicó por entregas su ensayo The Reformer.
Brown demuestra un amplio conocimiento de la literatura europea y aparte de Richardson aparecen en sus páginas reminiscencias de William Shakespeare, Jonathan Swift y Joseph Addison, pero elige deliberadamente el ambiente, las costumbres y los personajes de Estados Unidos para construir sus obras.